# Plomb (vitrerie)

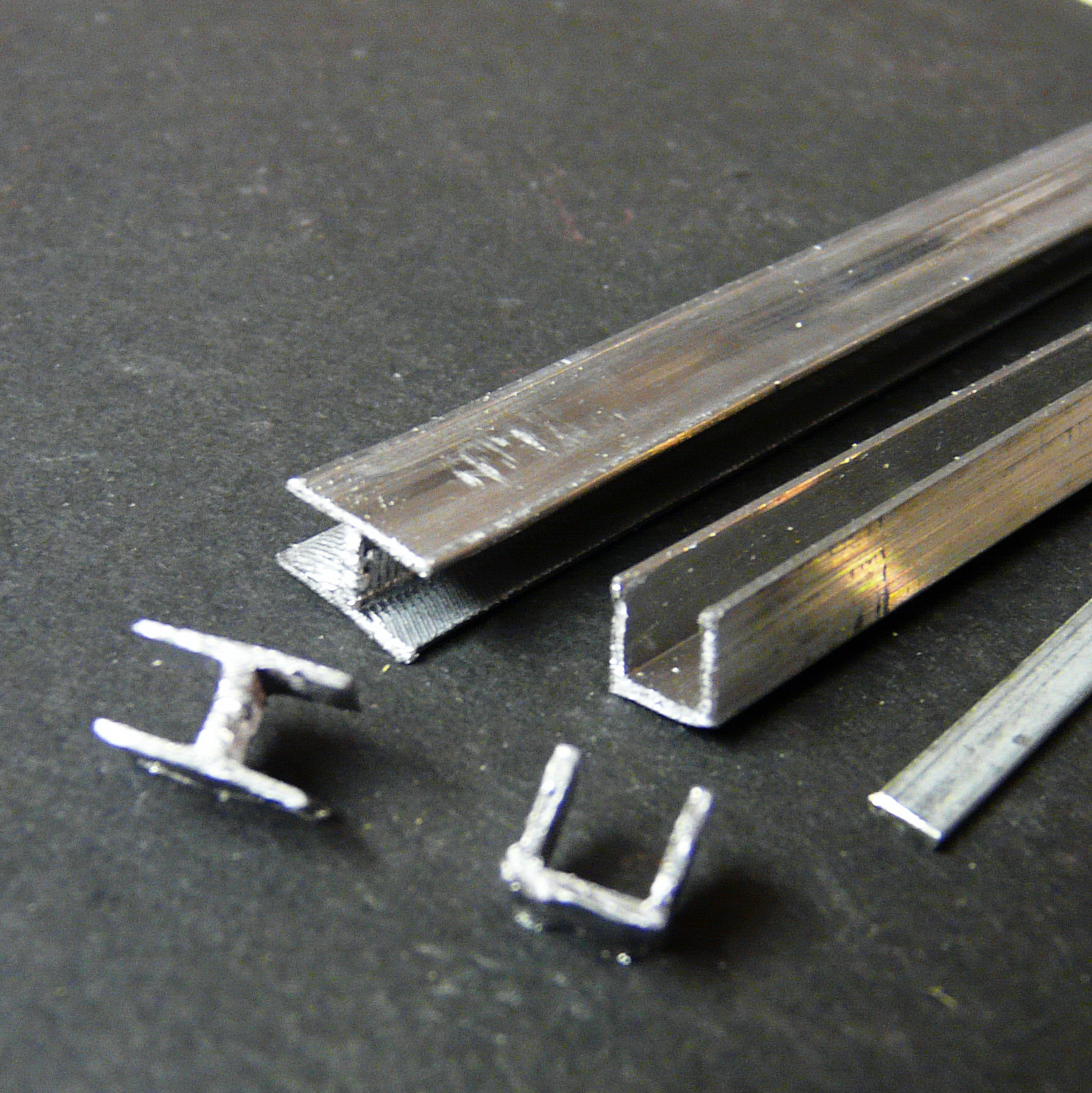
Plombs de différentes formes.

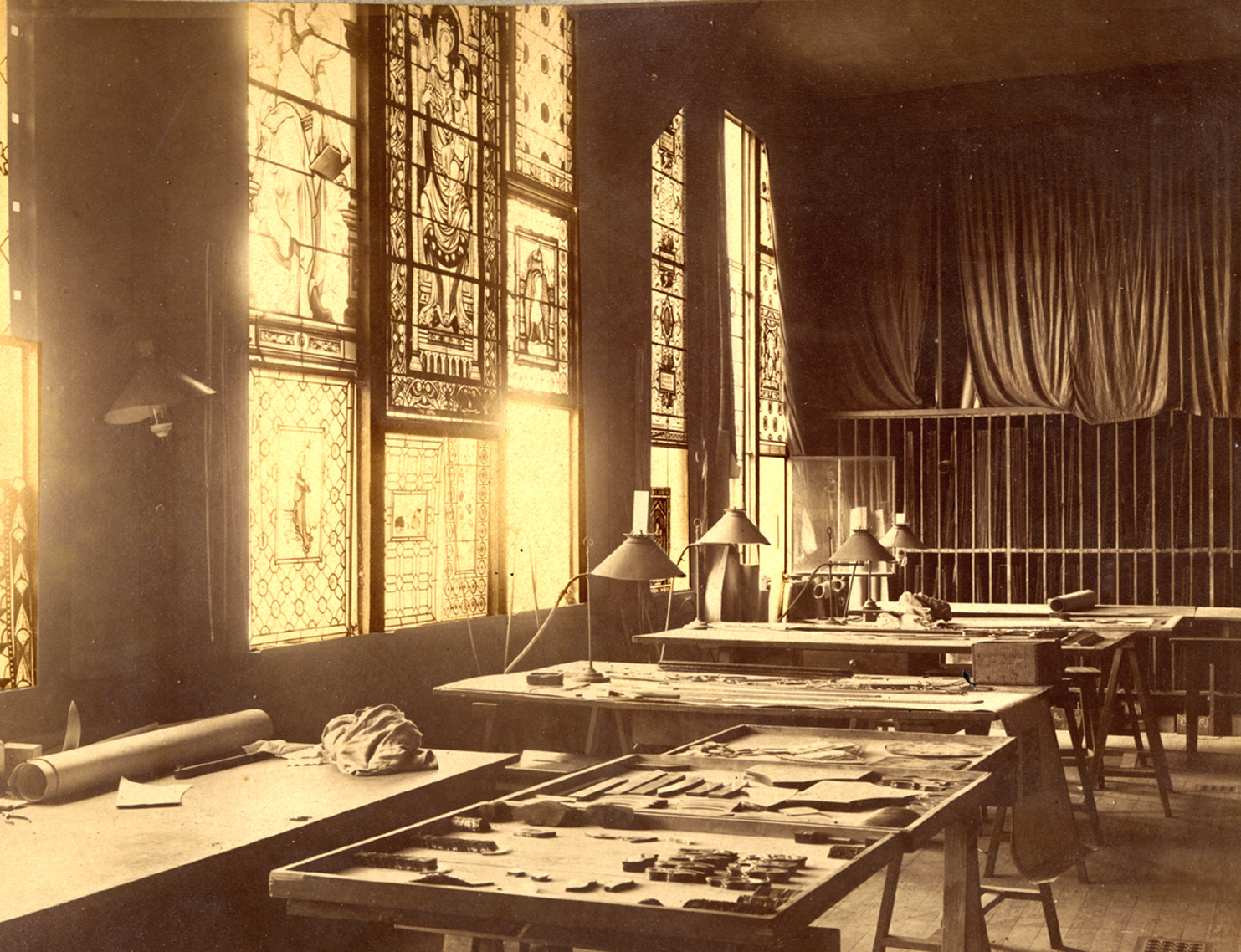
La salle des monteurs en plomb. Les ateliers de Lucien Bégule à Choulans (entre 1880 et 1900).

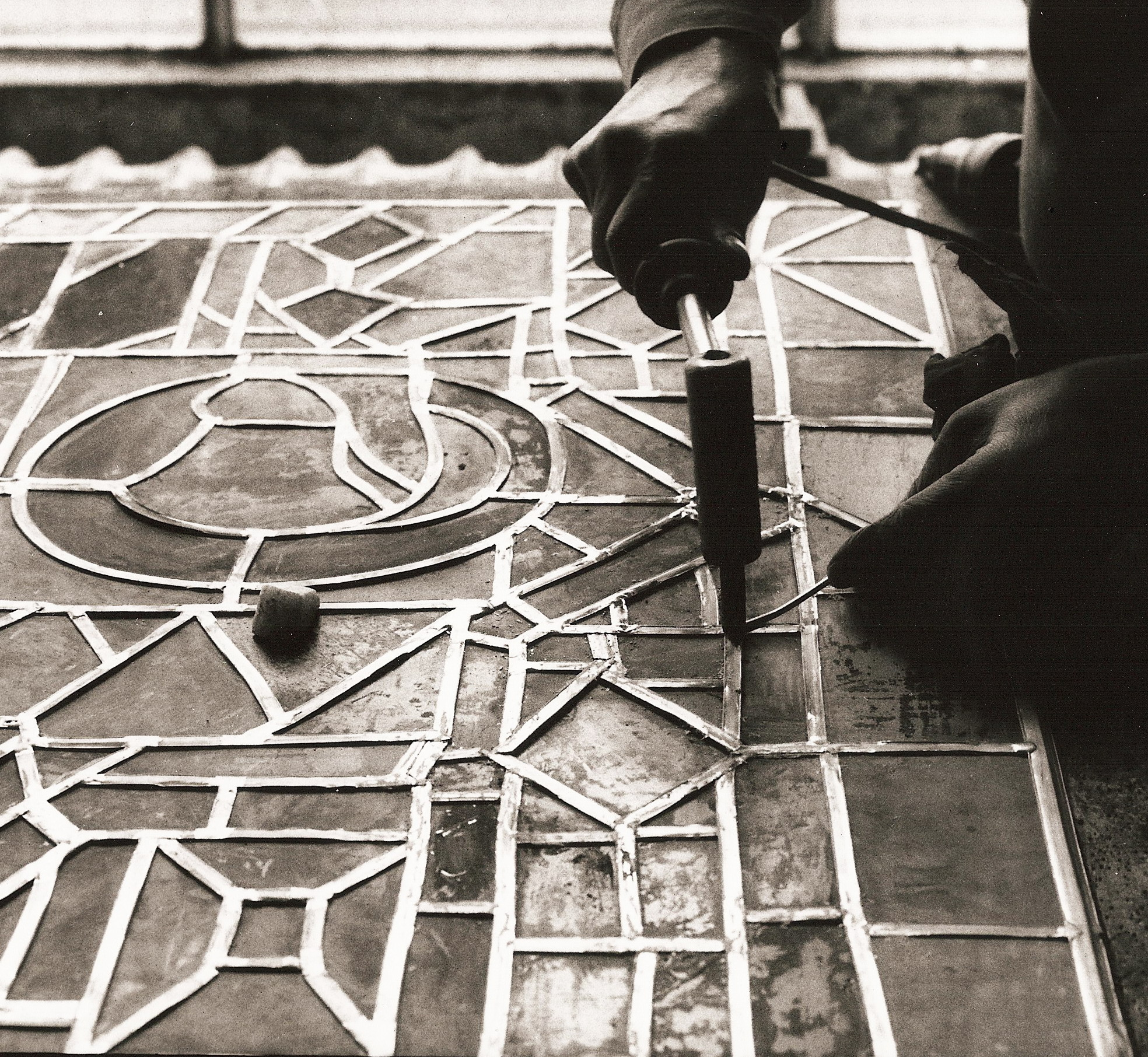
Soudure des plombs.

Les plombs sont des éléments de vitrerie servant dans les vitraux et les châssis de fenêtre à maintenir les vitres en place.
Dans les vitraux, l'ossature est constituée par la charpente en fer, qui se modifie à chaque siècle:
- Aux XIe et XIIe siècles, les compartiments et médaillons de la fenêtre sont dessinés par l'armature en fer et les plombs ne viennent que dans les détails.
- Au XIIIe siècle, l'ossature en fer se simplifie : elle indique bien encore dans la plupart des cas toutes les grandes divisions de la vitre mais elle laisse un plus large champ aux plombs et de grandes barres de fer indépendantes du système de décoration commencent à paraître pour soutenir la fenêtre.
- Au XIVe siècle, l'ossature du vitrail présente un assemblage de forts barreaux de fer croisés mais très écartés destinés à soutenir la fenêtre indépendamment de sa construction et un grand cadre en fer plus mince traçant encore quelques grandes divisions mais laissant aux plombs tout le soin du dessin.
- Aux XVe et XVIe siècles, même distribution si ce n'est que la séparation est complète entre le treillis de fer et les plombs; la vitre entièrement formée par les plombs s'applique et se soude sur le treillis de fer qui à son tour se fixe sur les forts croisillons de fer.
- Au XVIIe siècle, changement complet, abandon presque général des plombs; les carreaux de la fenêtre s'assemblent carrément dans un léger treillis en fer et on peint sur les vitres ainsi unies comme on le ferait sur une toile ou sur un mur.
- Fin XIXe siècle on a compris l'importance des plombs et on a repris les procédés habiles du Moyen Âge.

## Vocabulaire
- Ailes ou Ailerons - Jouées ou bords minces de la petite rainure faite dans les plombs, lesquels servent à entretenir les pièces de verre dans un panneau de vitre[2].
- Attache - Petits morceaux de plomb de deux ou trois pouces de long sur une ligne et demie de largeur, que l'on soude sur les plombs des panneaux des vitres, et que l'on tortille sur les verges de fer pour les tenir en place[2].
- Brulir la soudure - Faire fondre le plomb en appliquant un fer trop chaud pour le souder[3].
- Couteau à racoutrer - Il a la forme d'un couteau ordinaire, avec une lame courte et arrondie par le bout, et sert à relever les ailes du plomb, à en rabattre les bords[3].
- Doler le plomb - Enlever avec un couteau les bavures du plomb qui se sont formées dans la lingotière[4].
- Manivelle - Pièces du tire-plomb ou rouet à filer le plomb; elle sert à faire tourner l'arbre de dessous et celui de dessus[5].
- Moule ou Lingotière - Il y en a de deux sortes; l'une, pour jeter les tringles de plomb propres à être tirées par le moulinet, et l'autre propre à faire les liens[6].
- Ourlet - Petit rebord qui est sur l'aile du plomb et qui sert à monter les panneaux[6].
- Panneau - Assemblage de plusieurs morceaux de verre taillés de diverses figures, et attachés par le moyen de languettes de plomb portant deux rainures pour recevoir les pièces, lesquelles languettes sont soudées les unes aux autres[6].
- Plomb à rabot - Plomb qui n'a point été tiré ou laminé, mais qui est aminci au moyen du rabot; Plomb de vitres - Plomb qui est fondu par petits lingots dans une lingotière, et ensuite étiré dans un tire-plomb par verges portant deux rainures, et qui sert à monter les panneaux[6].
- Tire-plomb - Machine composée d'un châssis de fer avec pignon et roue d'acier, servant à former les lames de plomb dont on se sert pour monter les verres des panneaux à compartiments[7].
- Tringlette - Pièce de verre dont on compose les panneaux; c'est aussi un outil de fer, d'os ou de bois, eu forme de petit couteau arrondi, dont on se sert pour ouvrir la rainure pratiquée dans les languettes de plomb[7].